# 중앙아메리카
중앙아메리카(영어: Central America) 또는 중미(中美)는 아메리카 대륙의 중앙부에 있는 지역이자, 북아메리카와 남아메리카를 연결하는 지역으로, 과테말라, 벨리즈, 엘살바도르, 온두라스, 니카라과, 코스타리카, 파나마의 7개국으로 구성되어 있다. 이 지역은 태평양과 카리브해에 접해 있으며, 화산과 열대우림이 많은 자연환경을 가지고 있다.
기후는 대부분 열대 기후이며, 우기와 건기가 뚜렷하게 구분된다. 중앙아메리카는 생물다양성이 매우 높은 지역으로, 다양한 동식물이 서식하는 생태계가 잘 보존되어 있다.
역사적으로 마야 문명이 번성했던 곳이며, 이후 16세기부터 스페인의 식민 지배를 받았다. 19세기 초부터 각국이 독립하였으며, 현재는 다양한 문화와 전통이 공존하는 지역이다. 스페인어가 주요 공용어이지만, 벨리즈에서는 영어가 사용된다.
경제적으로는 농업과 관광업이 중요한 역할을 하며, 커피, 바나나, 사탕수수 등의 농산물이 주요 수출 품목이다. 특히 코스타리카와 벨리즈는 에코투어리즘이 발달한 나라로 유명하다. 파나마 운하는 중앙아메리카의 중요한 경제 및 교통 중심지로, 대서양과 태평양을 연결하며 세계적인 해상 무역의 요충지 역할을 하고 있다.

## 지리

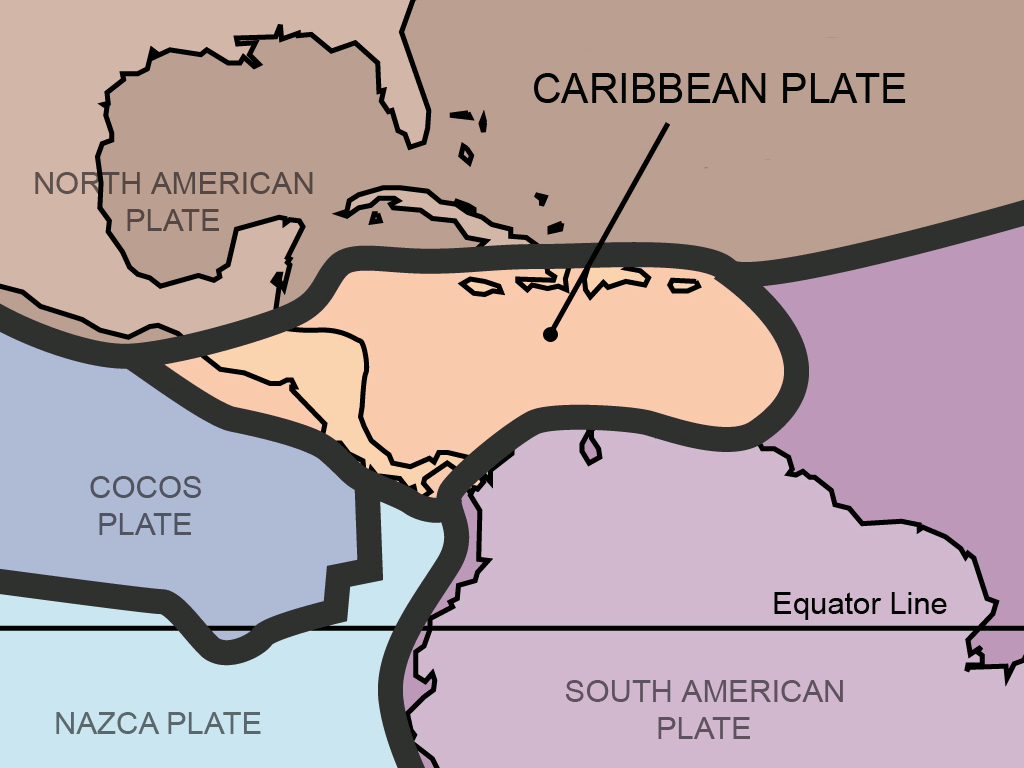
중앙아메리카와 카리브 판.

중앙아메리카는 북아메리카 남부에 접하는 좁은 지협으로, 멕시코부터 파나마까지를 일컬으며, 남아메리카 서북부에 있는 콜롬비아의 태평양 해안 저지로 이어진다. 양자택일로, 멕시코 화산대(Trans-Mexican Volcanic Belt)는 북부 지역의 경계를 정한다. 중앙아메리카는 넓이가 592,000 km2이다. 남서쪽에는 태평양이 있으며, 북동쪽에는 카리브해가 있고, 북쪽에는 멕시코만이 있다.
중앙아메리카 대부분은 카리브 판 바로 위에 얹혀 있다. 이 지역은 때때로 화산이나 지진과 같은 지질학적인 활동이 있다. 1931년과 1971년에 지진은 니카라과의 수도 마나과를 유린했고, 2001년에는 지진이 두 차례 엘살바도르를 유린했다. 화산암이 풍화되어 생겨난 비옥한 토양은 고지대의 농업 생산력을 높여 조밀한 인구를 유지할 수 있게 만들었다.

## 인문 지리
지정학적으로 중앙아메리카는 다음과 같은 나라로 이루어져 있다. 2016년 예상 총 인구는 약 4,900만 명에 달한다.
| 국명과 국기 | 넓이(km2) | 인구 (2005년 1월 1일 현재) | 인구 (2009년 7월 추정) | 인구 (2015년 1월 추정) | 인구 밀도 (명/km2) | 수도        |
| ----------- | --------- | -------------------------- | ---------------------- | ---------------------- | ------------------ | ----------- |
| 벨리즈      | 22,966    | 291,000                    | 307,000                | 364,000                | 15.8               | 벨모판      |
| 코스타리카  | 51,100    | 4,327,000                  | 4,579,000              | 5,007,755              | 98.0               | 산호세      |
| 엘살바도르  | 21,040    | 6,881,000                  | 6,163,000              | 6,377,195              | 303.1              | 산살바도르  |
| 과테말라    | 108,890   | 12,599,000                 | 14,027,000             | 16,266,000             | 149.4              | 과테말라 시 |
| 온두라스    | 112,090   | 7,205,000                  | 7,466,000              | 8,905,000              | 79.4               | 테구시갈파  |
| 니카라과    | 130,373   | 5,487,000                  | 5,743,000              | 6,270,000              | 48.1               | 마나과      |
| 파나마      | 78,200    | 3,232,000                  | 3,454,000              | 4,001,033              | 53.9               | 파나마 시   |
| 합계        | 523,780   | 40,001,000                 | 41,739,000             | 47,190,983             | 90.1               |             |

오늘날 중앙아메리카에 대한 많은 정의는, 19세기에 스페인으로부터 독립하며 획득한 지역의 대부분으로 이루어진, 짧은 기간 통합하여 존재했던 중앙아메리카 연방에는 속하지 않았던, 벨리즈와 파나마를 포함하고 있다. 오늘날 벨리즈가 점령한 지역은 원래 영국과 에스파냐 제국이 다투던 곳이다. 그리고 나중에 과테말라(동부 주 전부 혹은 일부)가 되거나 1871년에 영국 식민지(영국령 온두라스)가 되었고, 1981년 독립하여 벨리즈가 되었다.
파나마 지협에 놓인 파나마는 두 대륙에 걸친 나라이다. 파나마 운하(대서양과 태평양을 잇는 물길)는 파마나 지협을 관통한다. 파나마 지협은 남북아메리카를 서로 연결한다. 부주의하게도 모든 나라—파나마 운하의 동부를 포함하여—는 홀로 남아메리카의 일부로 가끔 여겨지기도 한다. 그러나 역사적으로 파나마는 누에바그라나다 부왕령(스페인어: Virreinato de Nueva Granada)의 속국이었다. 1717년부터 1819년 사이에 에스파냐의 관할권은 남아메리카의 북서쪽까지 광범하게 미치었다. 1821년 11월 28일 파나마가 스페인으로부터 독립을 선언했을 때 곧 그란콜롬비아(스페인어: la Gran Colombia)와 연합을 선언했고, 나중에 1903년 11월 3일 독립할 때까지 주가 되었다.
또한 위의 표에 나타난 나라에 다음의 카리브 제도 상에 있는 섬나라들을 포함하기도 한다.
| - 바하마 - 터크스 케이커스 제도 (영국) - 쿠바 - 케이맨 제도 (영국) - 자메이카 - 아이티 - 도미니카 공화국 - 푸에르토리코 (미국) - 미국령 버진아일랜드 (미국) - 영국령 버진아일랜드 (영국) - 앵귈라 (영국) - 세인트키츠 네비스 | - 앤티가 바부다 - 몬트세랫 (영국) - 과들루프 (프랑스) - 도미니카 연방 - 마르티니크 (프랑스) - 세인트루시아 - 바베이도스 - 세인트빈센트 그레나딘 - 그레나다 - 트리니다드 토바고 - 아루바 (네델란드) |

## 역사
크리스토퍼 콜럼버스 이전 시대에 근대 중앙아메리카 대부분 지역은 메소아메리카 문명의 일부였다. 메소아메리카의 아메리카 토착민 사회는 북으로는 멕시코 중앙부로부터 남으로는 코스타리카에 걸친 땅을 차지하였다. 주목할 만한 민족 가운데 중간아메리카 전역에 걸쳐 도시를 지은 마야인과 광대한 제국을 이루었던 아즈텍인이 있다. 콜롬비아 이전의 파나마 문화는 메소아메리카와 남아메리카 둘 다와 교류하였고, 그 두 문화 영역 사이에서 과도적이라 여겨질 수 있다.
에스파냐를 위한 크리스토퍼 콜럼버스의 아메리카 탐험 이후 에스파냐에서는 많은 원정 함대를 아메리카로 보내었고, 그들은 1520년대에 마야의 영토를 정복하였다. 1540년, 에스파냐는 남쪽으로는 멕시코에서 코스타리카까지 확장하여, 영국령 온두라스(오늘날의 벨리즈)를 제외한, 따라서 중앙아메리카라고 널리 알려진 지역 대부분을 망라하여 과테말라 도독령(Captaincy General of Guatemala)을 이루었다. 이것은 1821년에 폭동(멕시코 독립 전쟁에 뒤이어 일어난)이 일어날 때까지 거의 3세기나 이어졌다.
스페인의 지배가 끝난 이후 앞의 도독령(카피타냐 헤네랄)(Capitanía General)은 그대로 중앙아메리카 연방으로 남겨졌고, 그 공화국은 과테말라 시를 수도로 두고 간접 민주제를 채택하였다. 이 연방은 오늘날 과테말라(이전에 로스 알토스 주에 포함되었던), 온두라스, 엘살바도르, 나카라과, 코스타리카(오늘날에는 파나마의 일부인 지역과 니카라과에서 속하는 과나카스테주를 포함한), 그리고 근대 멕시코의 치아파스 주의 일부로 이루어져 있다. 공화국은 1823년부터 내전으로 붕괴하기 시작할 때인 1838년까지 지속하였다.

## 외교
대부분의 중앙아메리카 국가는 중화인민공화국이 아닌 중화민국과 외교 관계를 유지하고 있으며, 중화민국은 중미통합체제(SICA)의 역외 회원국이기도 하다. 많은 나라가, 코스타리카에 있는 “푸엔테 데 라 아미스타드 데 타이완”(Puente de la Amistad de Taiwan)과 같은 여러 프로젝트를 위한, 자금 지원을 받고 있다.

## 쓰임
“중앙아메리카”는 문맥에 따라 세계에 있는 다른 사람에게 다른 것을 가리킬는지도 모른다.
- 라틴 아메리카와 이베리아, 몇몇 유럽의 다른 지역에서, 아메리카는 하나의 대륙으로 여겨지며, 중앙아메리카는 이 대륙의 일부로 여겨진다. 이베로아메리카 국가 기구(스페인 및 포루투갈어로 말하는 독립국 연합)의 일부에서, 이 지역은 일곱 나라로 정의되는데, 벨리즈와 과테말라, 엘살바도르, 온두라스, 니카라과, 코스타리카, 파나마이며, 때때로 멕시코의 가장 남쪽 지역을 포함하기도 한다.[1] 지정학적으로 멕시코는 이 지역의 일부로 여겨지지 않는다. 중앙아메리카 자체에서는, 벨리즈와 파나마를 종종 중앙아메리카가 아니라고 여기기도 한다.
- 영국에서 중앙아메리카는 북아메리카 대륙의 일부로 여겨진다.[2] 지정학적으로 이것은 보통 벨리즈와 과테말라, 엘살바도르, 온두라스, 니카라과, 코스타리카, 파나마로 이루어져 있다.[3] 멕시코는 일부 또는 전부가 이따금 중앙아메리카에 포함된다.[4] 몇몇 지리학자는 캄페체 주, 치아파스 주, 타바스코 주, 킨타나로오, 유카탄 주인 다섯 주를 중앙아메리카에 포함시키기도 하는데,[5] 그것은 멕시코 전체 면적의 12.1%에 상당한다.
- 국제 연합 세계 개요 지도(geoscheme)는 그 지역을 미국보다 남쪽에 있는 북아메리카의 모든 국가라고 정의한다. 반대로 유럽 연합은 벨리즈와 멕시코를 이 지역에 대한 정의에서 제외한다.[6]

## 같이 보기
- 북아메리카
- 남아메리카
- 라틴아메리카

## 참고 문헌
- “Central America.” The Columbia Encyclopedia, 6th ed. 2001-6. New York: Columbia University Press.
- “Central America.” Encyclopædia Britannica. 2006.  Chicago: Encyclopædia Britannica, Inc.
- “Central America.” MSN Encarta Online Encyclopedia 2006.
- American Heritage Dictionaries, Central America.
- WordNet Princeton University: Central America[깨진 링크(과거 내용 찾기)]
- "Central America". The Columbia Gazetteer of the World Online. 2006. New York: Columbia University Press.